# Ghanaische Botschaft in Berlin
Die ghanaische Botschaft in Berlin ist der Hauptsitz der diplomatischen Vertretung Ghanas in Deutschland. Sie befindet sich in der Stavangerstraße 17 (Kanzlei) und 19 (Konsularabteilung) im Berliner Ortsteil Prenzlauer Berg des Bezirks Pankow.

## Architektur und Nutzung
Die beiden Gebäude, die von der ghanaischen Botschaft genutzt werden, waren ehemals zwei getrennte Botschaftsgebäude. Die freistehenden Kuben mit drei Stockwerken in gemauerter Bauweise wurden in den 1970er Jahren von der DDR als Typenbauserie Pankow III erbaut; der Entwurf von Eckart Schmidt wurde zwischen 1971 und 1973 in der Stavanger Straße und Umgebung 25 Mal errichtet. Seinerzeit wurden in Ost-Berlin viele Botschaftsgebäude benötigt, da nach dem Ende der Hallstein-Doktrin viele Staaten die DDR diplomatisch anerkannten.
Ursprünglich residierten in den Typbauten in der Stavanger Straße und Umgebung die Botschaften der Schweiz, Belgiens und Indonesiens in der DDR, die nach der deutschen Wiedervereinigung und dem Hauptstadtbeschluss in zentralere Lagen Berlins verzogen sind. Nur die kubanische Botschaft ist noch Originalmieter, neu hinzugezogen sind seit den 1990er Jahren in der Umgebung neben Ghana die Botschaften Eritreas, Bosnien-Herzegowinas, der Mongolei und von Kap Verde.

## Geschichte
Die Republik Ghana vereinbarte nach ihrer Unabhängigkeit im Jahr 1957 diplomatische Beziehungen mit allen größeren Staaten der Welt. So wurden im gleichen Jahr auch mit der damaligen Bundesrepublik Deutschland Botschafter ausgetauscht. Einen ersten Sitz nahm der Vertreter aus Ghana in der Adenauerallee in Bonn, der Bundeshauptstadt zwischen 1949 und 1999. Später erfolgte ein Umzug in ein Büro nach Bad Godesberg; hier waren insgesamt sechs diplomatische Vertretungen untergebracht.
Mit der DDR wurden 1972 ebenfalls diplomatische Vertretungen vereinbart. Die Botschaft erhielt eine Villa in der Waldstraße 10 in Berlin-Niederschönhausen.
Entsprechend dem beschlossenen Regierungsumzug von Bonn nach Berlin folgte Ghana und zog im Jahr 2002 in die bereits früher für Diplomaten errichteten Häuser in der Stavangerstraße 17 und 19 im Ortsteil Prenzlauer Berg.

## Struktur der Botschaft
Folgende Funktionsabteilungen sind in der Botschaft eingerichtet:
1. Kanzlei, Gesamtadministration der Botschaft einschließlich der Verantwortung für Personalauswahl und Dienstleistungen
Die Leitung erfolgt durch einen Senior foreign officer, der vom Außenministerium in Accra eingesetzt wird.
2. Politische und Wirtschaftsabteilung
Sie ist verantwortlich für die Zusammenarbeit mit politischen und wirtschaftlichen Institutionen Deutschlands einschließlich der Zusammentragung und Analyse von Fakten über das Gastland, die an die entsprechenden Institutionen gegeben werden, in erster Linie an das Ministerium für auswärtige Angelegenheiten in Accra
3. Konsularabteilung
mit den Aufgaben der Visaerteilung für Reisen nach Ghana und der Ausstellung von Pässen für in Deutschland lebende Ghanaer. Der Konsularbezirk umfasst neben Deutschland auch die Länder Polen, Litauen, Lettland und Estland.
4. Handelsabteilung
Bei der Eröffnung der Botschaft im Jahr 1957 hatte das ghanaische Handelsministerium einen Beamten mit dieser Aufgabe betraut. Er hatte den Handel zwischen Ghana und Deutschland zu fördern. Ab den 1980er Jahren wurde das Wirtschaftsressort der Kanzlei übertragen. Erst seit den 2000er Jahren ist eine eigene Abteilung eingerichtet worden. Handelsschwerpunkte sind der Import von Kakao, Gold und Holz aus dem afrikanischen Land gegen die Lieferung von Maschinen, Krankenhausausrüstungen und schwerem Gerät aus Deutschland nach Ghana. Darüber hinaus ist die dauerhafte Ansiedlung von Firmen im jeweils anderen Land das Ziel.
5. Informationsabteilung
 Diese wird von einem Beamten aus dem ghanaischen Informationsministerium geleitet. Wichtigste Aufgaben sind die Verbreitung von Informationen über die Republik Ghana in Deutschland in Form von Veröffentlichungen oder öffentlichen Veranstaltungen, die Förderung des Tourismus, die Organisation von Messen und Ausstellungen über Ghana
6. Abteilung für Bildung
Diese fördert und betreut vor allem Studenten aus Ghana
7. Finanzbereich
Aufgaben sind Sicherung der Finanzierung der Arbeit der Botschaft in Deutschland sowie Unterstützung bei Finanztransaktionen zwischen den Ländern

## Liste der Botschafter der Republik Ghana in Deutschland
| Name                    | Amtszeit        | Bemerkungen, ggf. Bild |
| ----------------------- | --------------- | ---------------------- |
| E. Rebeiro              | 1962–1963       |                        |
| E. K. Doe               | 1963–1969       |                        |
| F. L. Bartels           | 1970–1972       |                        |
| E. K. Otoo              | 1972–1974       |                        |
| Harry Reginald Amonoo   | 1974–1977       |                        |
| F. A. Y. Djaisie        | 1977–1980       |                        |
| E. M. Yakubu            | 1980–1982       |                        |
| K. S. Adusei Poku       | 1984–1992       |                        |
| Robert Georg Nipah      | 1994–2001       |                        |
| Rowland Issifu Alhassan | 2001–Sept. 2006 |                        |
| Grant Ohemeng Kesse     | 2006–2010       |                        |
| Paul King Aryene        | Juli 2010–2014  |                        |
| Akua Sena Dansua        | Juli 2014–2017  | Biografie              |
| Gina Ama Blay           | seit Aug. 2017  | Biografie              |